# Ізоморфізм
Ізоморфізм (грец. ἴσος — однаковий, рівний, подібний грец. μορφή — форма) — бієктивний гомоморфізм.
Ізоморфізм — це загальне поняття, що використовується в різних розділах математики.
Коротке визначення: якщо задані дві математичні структури одного виду (групи, кільця, модулі, поля, векторні простори), то взаємооднозначне відображення (бієкція) елементів однієї математичної структури на іншу, що зберігатиме структуру, є ізоморфізмом.
У топології, в якій морфізми є неперервними функціями, ізоморфізм також називають гомеоморфізмом або взаємно-однозначним відображенням. В математичному аналізі, де морфізми є диференційованими функціями, ізоморфізми називаються дифеоморфізмами.
Ізоморфізм можна формалізувати за допомогою теорії категорій. Морфізм {\displaystyle f\colon X\to Y} у категорії є ізоморфізмом якщо він допускає двостороннє обернення, що означає, що існує інший морфізм {\displaystyle g\colon X\to Y} у цій категорії, такий що {\displaystyle gf=1_{X}} і {\displaystyle fg=1_{Y}}, де {\displaystyle 1_{X}} і {\displaystyle 1_{Y}} і існує морфізми ідентичності для {\displaystyle X} і {\displaystyle Y}, відповідно.

## Абстрактна алгебра

### Теореми про ізоморфізм
Теореми про ізоморфізм в алгебрі — ряд теорем, які пов'язують поняття фактор, гомоморфізма та під-об'єкту. Твердженням теорем є ізоморфізм деякої пари груп, кілець, модулів, лінійних просторів, алгебр Лі або інших алгебраїчних структур (в залежності від області застосування). Зазвичай нараховується три теореми про ізоморфізм, які називаються Першою (також основна теорема про гомоморфізм), Друга та Третя. Хоча подібні теореми досить легко витікають з визначення чинника і честь їх відкриття нікому не приписується, вважається, що найбільш загальні формулювання дала Еммі Нетер.
Теореми про ізоморфізм абелевих груп і лінійних просторів є частковим випадком теорем для модулів.

### Групи
Ізоморфізм груп — бієктивний гомоморфізм груп.
Нехай {\displaystyle G} та {\displaystyle H} — дві групи.
Бієкція {\displaystyle f\colon G\to H} називається  ізоморфізмом, якщо для довільних {\displaystyle a,b\in G}
{\displaystyle f(a)f(b)=f(ab)}.
Якщо група є топологічною, додається умова гомеоморфності відповідних топологічних просторів

### Поля
Нехай {\displaystyle F_{1}} та {\displaystyle F_{2}} — поля.
Бієкція {\displaystyle f\colon F_{1}\to F_{2}} називається  ізоморфізмом, якщо для {\displaystyle a,b\in F_{1}} виконується
1. {\displaystyle f(a)+f(b)=f(a+b)},
2. {\displaystyle f(a)\cdot f(b)=f(a\cdot b)}.

### Ізоморфізм векторних просторів
Нехай {\displaystyle V} і {\displaystyle W} — довільні векторні простори над полем {\displaystyle K}. Гомоморфізмом називають ізоморфізмом векторного простору {\displaystyle V} у векторний простір {\displaystyle W}, якщо відображення {\displaystyle f} є бієкцією (тобто взаємно однозначною відповідністю).

## Теорія категорій
Ізоморфізм в довільній категорії є обернений морфізм, тобто морфізм j, для якого існує такий морфізм j−1, що добуток

```
j
-1
j =  jj
-1
 = e - одиничний морфізм.
```

## Теорія графів
Граф {\displaystyle G} називається ізоморфним графу {\displaystyle H}, якщо існує бієкція {\displaystyle f} із множини вершин графу {\displaystyle G} в множину вершин графу {\displaystyle H}, що має наступну властивість: якщо в графу {\displaystyle G} є ребро із вершини {\displaystyle A} в вершину {\displaystyle B}, то в графу {\displaystyle H} повинно бути ребро із вершини {\displaystyle f(A)} в вершину {\displaystyle f(B)} і навпаки — якщо в графу {\displaystyle H} є ребро із вершини {\displaystyle A} в вершину {\displaystyle B}, то в графу {\displaystyle G} повинно бути ребро із вершини {\displaystyle f^{-1}(A)} в вершину {\displaystyle f^{-1}(B)}.
У випадку орієнтованого графу ця бієкція також повинна зберігати орієнтацію ребра. У випадку зваженого графу бієкція також повинна зберігати вагу ребра.
В теорії складності обчислень до цього часу залишається відкритим питання про складність задачі ізоморфності графів. На даний момент не доведена ні її належність класу {\displaystyle P}, ні її {\displaystyle NP} — повнота.

## Ізоморфні об'єкти
Об'єкти, між якими існує ізоморфізм називаються ізоморфними.
Класичним прикладом ізоморфних систем можуть служити множина {\displaystyle \mathbb {R} } всіх дійсних чисел з певною на ньому операцією додавання і множина {\displaystyle \mathbb {R} _{+}} позитивних дійсних чисел із заданою на ньому операцією множення. Відображення {\displaystyle x\mapsto \exp(x)} в цьому випадку є ізоморфізмом.

## Теорія операторів/Функціональний аналіз
Обмежений лінійний оператор {\displaystyle T} між нормованими просторами називається ізоморфізмом, якщо існує позитивне дійсне число {\displaystyle c} таке, що {\displaystyle \lVert Tx\rVert \geqslant c\lVert x\rVert } для всіх векторів {\displaystyle x}. Будь-який ізоморфізм є взаємно-однозначним. Говорять, що два нормовані простори є ізоморфними, якщо знайдеться сюр'єктивний ізоморфізм з одного з них на друге.

## Ізоморфізм в інформатиці
Поняття ізоморфізм має важливе значення при аналізі інформаційних процесів. Це обумовлено тим, що сигнал є множиною станів свого носія, ізоморфній множині станів джерел. Ізоморфне відношення множини станів носія інформації до множини джерел, що визначає лише загальну упорядкованість двох множин, робить сигнал кодом джерела інформації. Завдяки кодуванню здійснюється переклад упорядкованості станів джерела у певну впорядкованість носія. Наприклад, множина точок звукової доріжки на платівці, впорядкована в просторі, є кодом множини станів звукового тиску, упорядкованого у часі. Таким чином, завдяки ізоморфізму, інформація несе відомості про своє джерело.

## Проблема ізоморфізму
Проблема ізоморфізму — задача пошуку алгоритму, що дозволяє по будь-якій парі ефективно заданих алгебраїчних систем з даного класу встановити, ізоморфні вони чи ні. Часткова проблема ізоморфізму для фіксованої алгебраїчної системи А полягає у відшуканні алгоритму, який розпізнає за ефективним заданням алгебраїчної системи з розглянутого класу, ізоморфна вона системі А чи ні. Позитивне рішення (часткової) проблему ізоморфізму полягає у вказанні шуканого алгоритму (проблема ізоморфізму має розв′язок), негативне — у доведенні того, що шуканого алгоритму не існує (проблема ізоморфізму немає розв′язку). Звичайно проблема ізоморфізму ставиться для алгебр, що задаються твірними і визначальними співвідношеннями. Для багатьох важливих класів алгебр проблема ізоморфізму нерозв′язна.

## Пов'язані визначення
Ізоморфізм алгебраїчної системи на себе називається автоморфізмом.

## Історія
Поняття ізоморфізм виникло в математиці стосовно до конкретних алгебраїчних систем і було поширене на більш широкий клас математичних структур.

## Варіації і узагальнення
- Деяка загальна теорія, що уточнює поняття (термін) ізоморфізму (і інших близьких понять) була запропонована групою Бурбаки в їх книзі «Теорія множин» (Глава 4. Структури).

### Українською
- (укр.) Гаврилків В. М. Елементи теорії груп та теорії кілець. — І.-Ф.  : Голіней, 2023. — 153 с.

### Іншими мовами
- Ленг С. Алгебра. — Москва : Мир, 1968. — 564 с. — ISBN 5458320840.(рос.)
- Ван дер Варден Б. Л. Алгебра. — Москва : Наука, 1975. — 623 с. — ISBN 5-8114-0552-9.(рос.)
- Курош А. Г. Общая алгебра. — М. : Мир, 1970. — 162 с.(рос.)

- Кон П. Универсальная алгебра. — Москва : Мир, 1968. — 351 с.(рос.)
- Алгебра.[недоступне посилання з лютого 2019] СПб.: Лань, 2004, 624 стр., ISBN 5-8114-0552-9.
- Понтрягин Л. С. Непрерывные группы. — 2004. — 520с. — ISBN 5-354-00957-X.

| Сигма | Це незавершена стаття з математики. Ви можете допомогти проєкту, виправивши або дописавши її. |